# 윌프리드 싱고
윌프리드 스테판 싱고(프랑스어: Wilfried Stephane Singo, 2000년 12월 25일 ~ )는 코트디부아르의 축구 선수이다. 그의 포지션은 수비수로, 현재 프랑스 리그 1의 모나코에서 활약하고 있다.

## 구단 경력

### 초기 경력
뎅겔레의 유소년팀 출신인 싱고는 2019년 여름에 토리노로 이적하여 페데리코 코피텔리 감독의 U-19 팀으로 배정되었다. 처음에는 중앙 수비수로 배치되었으나, 시즌이 진행되는 동안 점차적으로 오른쪽 풀백으로 이동되었다.

### 토리노
같은 해 8월 1일, 싱고는 4-1로 이긴 데브레첸와의 UEFA 유로파리그 경기에서 발테르 마차리 감독의 지휘 하에 토리노에서 성인 무대 데뷔전을 치렀다. 그는 2020년 6월 27일, 칼리아리와의 4-2로 패한 원정 경기에서 세리에 A 데뷔 전을 치렀다. 그의 첫 선발 출전 경기인, 로마와의 시즌 말미의 홈 경기에서 데뷔골을 기록했다.

### 모나코
2023년 8월 17일, 싱고는 공개되지 않은 이적료로 리그 1의 모나코에 공식적으로 합류하여 모나코와 5년 계약을 체결했다.

## 국가대표팀 경력
싱고는 2018년에 열린 2019년 아프리카 U-20 네이션스컵 예선에 코트디부아르 U-20 국가대표팀의 일원으로 출전했다. 그는 2021년 6월 5일, 부르키나파소와의 2-1으로 이긴 친선 경기에서 코트디부아르 국가대표팀 데뷔 전을 치렀다.
싱고는 2020년 하계 올림픽에서 코트디부아르 국가대표팀의 일원이었으며, 남자 축구 토너먼트 8강에 진출하는 데 네 번 출전했다.
2023년 12월, 싱고는 2023년 아프리카 네이션스컵에서 코트디부아르 국가대표팀에 발탁되어 대회 우승을 차지했다.

## 플레이 스타일
싱고는 주로 오른쪽 윙백이나 오른쪽 풀백으로 활약하지만, 이전에는 센터백으로 활약했다. 그는 뛰어난 개인기뿐만 아니라 주목할 만한 속도와 힘을 가지고 있다.

## 수상
코트디부아르
- 아프리카 네이션스컵 : 2023[16]